# Bélbor község
Bélbor község (románul: Comuna Bilbor) község Hargita megyében, Romániában. Központja Bélbor, hozzá tartozik Rakottyás.

## Népessége
A 2011-es népszámlálás adatai alapján a község népessége 2638 fő volt.